# Heliodoxa rubinoides
A Heliodoxa rubinoides  a madarak osztályának sarlósfecske-alakúak (Apodiformes)  rendjébe és a kolibrifélék (Trochilidae) családjába tartozó faj.

## Rendszerezése
A fajt Jules Bourcier és Étienne Mulsant írták le 1846-ban, a Trochilus nembe Trochilus rubinoides néven.

## Alfajai
- Heliodoxa rubinoides aequatorialis (Gould, 1860)
- Heliodoxa rubinoides cervinigularis (Salvin, 1892)
- Heliodoxa rubinoides rubinoides (Bourcier & Mulsant, 1846)[2]

## Előfordulása
Az Andok-hegységben, Bolívia, Kolumbia, Ecuador és Peru területén honos. Természetes élőhelyei a szubtrópusi vagy trópusi síkvidéki és hegyi esőerdők, valamint legelők, vidéki kertek és városi régiók. Állandó, nem vonuló faj.

## Megjelenése
Testhossza 11–13 centiméter, testtömege 7,2–10,2 gramm.
|  |

## Életmódja
Nektárral táplálkozik.

## Szaporodása
Fészekalja két tojásból áll.

## Természetvédelmi helyzete
Az elterjedési területe nagyon nagy, egyedszáma viszont ismeretlen. A Természetvédelmi Világszövetség Vörös listáján nem fenyegetett fajként szerepel.